# Tsuga
Ne doit pas être confondu avec Stuga.
Genre
Classification phylogénétique
Tsuga, appelés pruches au Québec, est un genre de plantes de la famille des Pinaceae. Ce sont des conifères avec une silhouette irrégulière et des branches et rameaux légèrement pendants. Ces arbres ne sont pas des sapins, malgré le nom de sapin du Canada qu'on leur donne parfois.

## Origine, aire de répartition

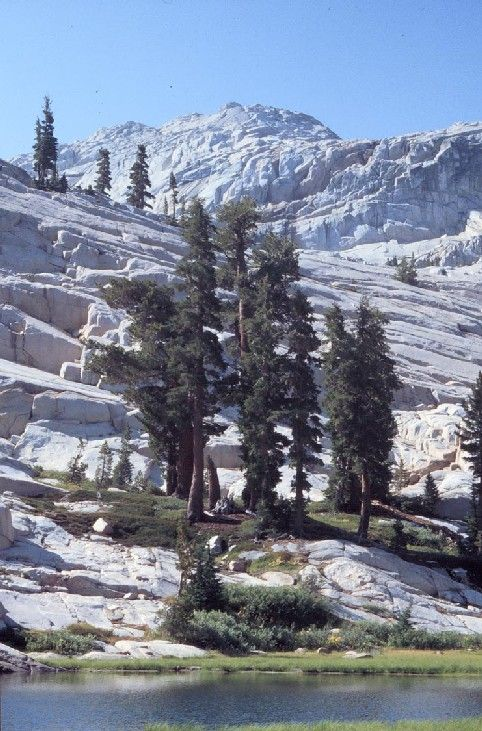
Tsuga mertensiana (Pruche subalpine) en Californie, dans la Sierra Nevada.

Le tsuga vient d'Amérique du Nord et d'Asie, où il croît dans des endroits frais, souvent rocheux, comme les gorges humides.
Il a été introduit en Europe dès 1740 et s’est depuis considérablement propagé. On le trouve le plus souvent dans les parcs et les jardins.
Il aime les emplacements humides et pas trop chauds et prospère aussi dans la pénombre.

## Description
Cette essence a été décrite pour la première fois par le botaniste français Élie-Abel Carrière (1818-1896).
Il peut mesurer jusqu’à 20-60 mètres de haut, avec une forme pyramidale large et irrégulière. Ce conifère a un seul tronc dans son pays d’origine mais peut en avoir plusieurs en Europe.
Ses branches sont horizontales ou montantes de biais, toujours déposées irrégulièrement. Les pousses sont brun clair et velues, avec des épines de 5 à 15 mm de long, molles, plates et émoussées. Elles sont nettement sciées au bord, allant en se rétrécissant peu à peu de la base à la pointe. Les cônes mesurent 2-7 centimètres de long, sont de forme ovale et sont disposés sur une courte tige. Les écailles sont rondes et entières.
Les Américains l’appellent « Hemlock », ce qui veut dire ciguë. Ceci correspond à l’odeur que dégagent ses aiguilles quand on les froisse.

## Les espèces de Tsuga (ou pruches)
|  | T. diversifolia (Maxim.) Masters                                                                   |
|  | |
|  | \| \| T. sieboldii Carrière \| \| \| \| \| \| T. chinensis (Franchet) Pritzel ex Diels \| \| \| \| |
|  | |
|  | T. sieboldii Carrière                                                                              |
|  | |
|  | T. chinensis (Franchet) Pritzel ex Diels                                                           |
|  | |

|  | T. sieboldii Carrière                    |
|  |                                          |
|  | T. chinensis (Franchet) Pritzel ex Diels |
|  |                                          |

|  | T. diversifolia (Maxim.) Masters                                                                   |
|  | |
|  | \| \| T. sieboldii Carrière \| \| \| \| \| \| T. chinensis (Franchet) Pritzel ex Diels \| \| \| \| |
|  | |
|  | T. sieboldii Carrière                                                                              |
|  | |
|  | T. chinensis (Franchet) Pritzel ex Diels                                                           |
|  | |

|  | T. sieboldii Carrière                    |
|  |                                          |
|  | T. chinensis (Franchet) Pritzel ex Diels |
|  |                                          |

|  | T. forrestii Downie     |
|  |                         |
|  | T. dumosa (Don) Eichler |
|  |                         |

|  | T. canadensis (von Linné) Carrière                                                                         |
|  | |
|  | \| \| T. heterophylla (Rafinesque) Sargent \| \| \| \| \| \| T. mertensiana (Bongard) Carrière \| \| \| \| |
|  | |
|  | T. heterophylla (Rafinesque) Sargent                                                                       |
|  | |
|  | T. mertensiana (Bongard) Carrière                                                                          |
|  | |

|  | T. heterophylla (Rafinesque) Sargent |
|  |                                      |
|  | T. mertensiana (Bongard) Carrière    |
|  |                                      |

|  | T. forrestii Downie     |
|  |                         |
|  | T. dumosa (Don) Eichler |
|  |                         |

|  | T. canadensis (von Linné) Carrière                                                                         |
|  | |
|  | \| \| T. heterophylla (Rafinesque) Sargent \| \| \| \| \| \| T. mertensiana (Bongard) Carrière \| \| \| \| |
|  | |
|  | T. heterophylla (Rafinesque) Sargent                                                                       |
|  | |
|  | T. mertensiana (Bongard) Carrière                                                                          |
|  | |

|  | T. heterophylla (Rafinesque) Sargent |
|  |                                      |
|  | T. mertensiana (Bongard) Carrière    |
|  |                                      |

|  | T. diversifolia (Maxim.) Masters                                                                   |
|  | |
|  | \| \| T. sieboldii Carrière \| \| \| \| \| \| T. chinensis (Franchet) Pritzel ex Diels \| \| \| \| |
|  | |
|  | T. sieboldii Carrière                                                                              |
|  | |
|  | T. chinensis (Franchet) Pritzel ex Diels                                                           |
|  | |

|  | T. sieboldii Carrière                    |
|  |                                          |
|  | T. chinensis (Franchet) Pritzel ex Diels |
|  |                                          |

|  | T. diversifolia (Maxim.) Masters                                                                   |
|  | |
|  | \| \| T. sieboldii Carrière \| \| \| \| \| \| T. chinensis (Franchet) Pritzel ex Diels \| \| \| \| |
|  | |
|  | T. sieboldii Carrière                                                                              |
|  | |
|  | T. chinensis (Franchet) Pritzel ex Diels                                                           |
|  | |

|  | T. sieboldii Carrière                    |
|  |                                          |
|  | T. chinensis (Franchet) Pritzel ex Diels |
|  |                                          |

|  | T. forrestii Downie     |
|  |                         |
|  | T. dumosa (Don) Eichler |
|  |                         |

|  | T. canadensis (von Linné) Carrière                                                                         |
|  | |
|  | \| \| T. heterophylla (Rafinesque) Sargent \| \| \| \| \| \| T. mertensiana (Bongard) Carrière \| \| \| \| |
|  | |
|  | T. heterophylla (Rafinesque) Sargent                                                                       |
|  | |
|  | T. mertensiana (Bongard) Carrière                                                                          |
|  | |

|  | T. heterophylla (Rafinesque) Sargent |
|  |                                      |
|  | T. mertensiana (Bongard) Carrière    |
|  |                                      |

|  | T. forrestii Downie     |
|  |                         |
|  | T. dumosa (Don) Eichler |
|  |                         |

|  | T. canadensis (von Linné) Carrière                                                                         |
|  | |
|  | \| \| T. heterophylla (Rafinesque) Sargent \| \| \| \| \| \| T. mertensiana (Bongard) Carrière \| \| \| \| |
|  | |
|  | T. heterophylla (Rafinesque) Sargent                                                                       |
|  | |
|  | T. mertensiana (Bongard) Carrière                                                                          |
|  | |

|  | T. heterophylla (Rafinesque) Sargent |
|  |                                      |
|  | T. mertensiana (Bongard) Carrière    |
|  |                                      |

|  | T. diversifolia (Maxim.) Masters                                                                   |
|  | |
|  | \| \| T. sieboldii Carrière \| \| \| \| \| \| T. chinensis (Franchet) Pritzel ex Diels \| \| \| \| |
|  | |
|  | T. sieboldii Carrière                                                                              |
|  | |
|  | T. chinensis (Franchet) Pritzel ex Diels                                                           |
|  | |

|  | T. sieboldii Carrière                    |
|  |                                          |
|  | T. chinensis (Franchet) Pritzel ex Diels |
|  |                                          |

|  | T. diversifolia (Maxim.) Masters                                                                   |
|  | |
|  | \| \| T. sieboldii Carrière \| \| \| \| \| \| T. chinensis (Franchet) Pritzel ex Diels \| \| \| \| |
|  | |
|  | T. sieboldii Carrière                                                                              |
|  | |
|  | T. chinensis (Franchet) Pritzel ex Diels                                                           |
|  | |

|  | T. sieboldii Carrière                    |
|  |                                          |
|  | T. chinensis (Franchet) Pritzel ex Diels |
|  |                                          |

|  | T. forrestii Downie     |
|  |                         |
|  | T. dumosa (Don) Eichler |
|  |                         |

|  | T. canadensis (von Linné) Carrière                                                                         |
|  | |
|  | \| \| T. heterophylla (Rafinesque) Sargent \| \| \| \| \| \| T. mertensiana (Bongard) Carrière \| \| \| \| |
|  | |
|  | T. heterophylla (Rafinesque) Sargent                                                                       |
|  | |
|  | T. mertensiana (Bongard) Carrière                                                                          |
|  | |

|  | T. heterophylla (Rafinesque) Sargent |
|  |                                      |
|  | T. mertensiana (Bongard) Carrière    |
|  |                                      |

|  | T. forrestii Downie     |
|  |                         |
|  | T. dumosa (Don) Eichler |
|  |                         |

|  | T. canadensis (von Linné) Carrière                                                                         |
|  | |
|  | \| \| T. heterophylla (Rafinesque) Sargent \| \| \| \| \| \| T. mertensiana (Bongard) Carrière \| \| \| \| |
|  | |
|  | T. heterophylla (Rafinesque) Sargent                                                                       |
|  | |
|  | T. mertensiana (Bongard) Carrière                                                                          |
|  | |

|  | T. heterophylla (Rafinesque) Sargent |
|  |                                      |
|  | T. mertensiana (Bongard) Carrière    |
|  |                                      |

|  | T. diversifolia (Maxim.) Masters                                                                   |
|  | |
|  | \| \| T. sieboldii Carrière \| \| \| \| \| \| T. chinensis (Franchet) Pritzel ex Diels \| \| \| \| |
|  | |
|  | T. sieboldii Carrière                                                                              |
|  | |
|  | T. chinensis (Franchet) Pritzel ex Diels                                                           |
|  | |

|  | T. sieboldii Carrière                    |
|  |                                          |
|  | T. chinensis (Franchet) Pritzel ex Diels |
|  |                                          |

|  | T. diversifolia (Maxim.) Masters                                                                   |
|  | |
|  | \| \| T. sieboldii Carrière \| \| \| \| \| \| T. chinensis (Franchet) Pritzel ex Diels \| \| \| \| |
|  | |
|  | T. sieboldii Carrière                                                                              |
|  | |
|  | T. chinensis (Franchet) Pritzel ex Diels                                                           |
|  | |

|  | T. sieboldii Carrière                    |
|  |                                          |
|  | T. chinensis (Franchet) Pritzel ex Diels |
|  |                                          |

|  | T. forrestii Downie     |
|  |                         |
|  | T. dumosa (Don) Eichler |
|  |                         |

|  | T. canadensis (von Linné) Carrière                                                                         |
|  | |
|  | \| \| T. heterophylla (Rafinesque) Sargent \| \| \| \| \| \| T. mertensiana (Bongard) Carrière \| \| \| \| |
|  | |
|  | T. heterophylla (Rafinesque) Sargent                                                                       |
|  | |
|  | T. mertensiana (Bongard) Carrière                                                                          |
|  | |

|  | T. heterophylla (Rafinesque) Sargent |
|  |                                      |
|  | T. mertensiana (Bongard) Carrière    |
|  |                                      |

|  | T. forrestii Downie     |
|  |                         |
|  | T. dumosa (Don) Eichler |
|  |                         |

|  | T. canadensis (von Linné) Carrière                                                                         |
|  | |
|  | \| \| T. heterophylla (Rafinesque) Sargent \| \| \| \| \| \| T. mertensiana (Bongard) Carrière \| \| \| \| |
|  | |
|  | T. heterophylla (Rafinesque) Sargent                                                                       |
|  | |
|  | T. mertensiana (Bongard) Carrière                                                                          |
|  | |

|  | T. heterophylla (Rafinesque) Sargent |
|  |                                      |
|  | T. mertensiana (Bongard) Carrière    |
|  |                                      |

On en rencontre 10 espèces,, :
- Tsuga canadensis (Pruche du Canada) – Est du Canada, Est des États-Unis
- Tsuga caroliniana (Pruche de la Caroline) – Appalaches du Sud
- Tsuga chinensis (Pruche de Chine) – Taïwan, Tibet, une grande partie de la Chine
- Tsuga diversifolia (Pruche du Japon) – Honshu, Kyushu
- Tsuga dumosa (Pruche de l'Himalaya) – Himalaya, Tibet, Yunnan, Sichuan
- Tsuga forrestii (Pruche de Forrest) – Sichuan, Yunnan, Guizhou
- Tsuga heterophylla (Pruche ou Hemlock de l’Ouest) – Ouest canadien, Nord-ouest des États-Unis
- Tsuga mertensiana (Pruche subalpine) – Alaska, Colombie-Britannique, Ouest des États-Unis
- Tsuga sieboldii (Pruche de Siebold) - Japon
- Tsuga ulleungensis (Pruche d'Ulleungdo) - Ulleungdo, Corée[6]

Le Tsuga heterophylla et le Tsuga canadensis sont les plus répandus en Europe.
Espèces fossiles acceptés :
- †Tsuga aburaensis Tanai - Abura, Hokkaido (Miocène)[7]
- †Tsuga asiatica - Formation Lawula, Tibet (Priabonien)[8]
- †Tsuga europaea - Maria Mine, Alsdorf, Rhénanie-du-Nord-Westphalie (Miocène)[9]
- †Tsuga nanfengensis - Yunnan (Miocène supérieur)[10]
- †Tsuga swedaea - Formation Buchanan Lake, Île Axel Heiberg (Lutétien)[11]
- †Tsuga taxoides - Mongolie intérieure (Crétacé inférieur)[12]
- †Tsuga xianfengensis - Yunnan (Miocène supérieur)[8]

Espèces auparavant inclus, déplacé vers d'autres genres :
- T. ajanensis – Picea jezoensis
- T. argyrophylla – Cathaya argyrophylla
- T. balfouriana – Picea likiangensis var. rubescens
- T. japonica – Pseudotsuga japonica
- T. lindleyana – Pseudotsuga menziesii var. glauca
- T. longibracteata – Nothotsuga longibracteata
- T. macrocarpa – Pseudotsuga macrocarpa
- T. mairei – Taxus mairei
- T. roulletii – Keteleeria evelyniana

## Usages

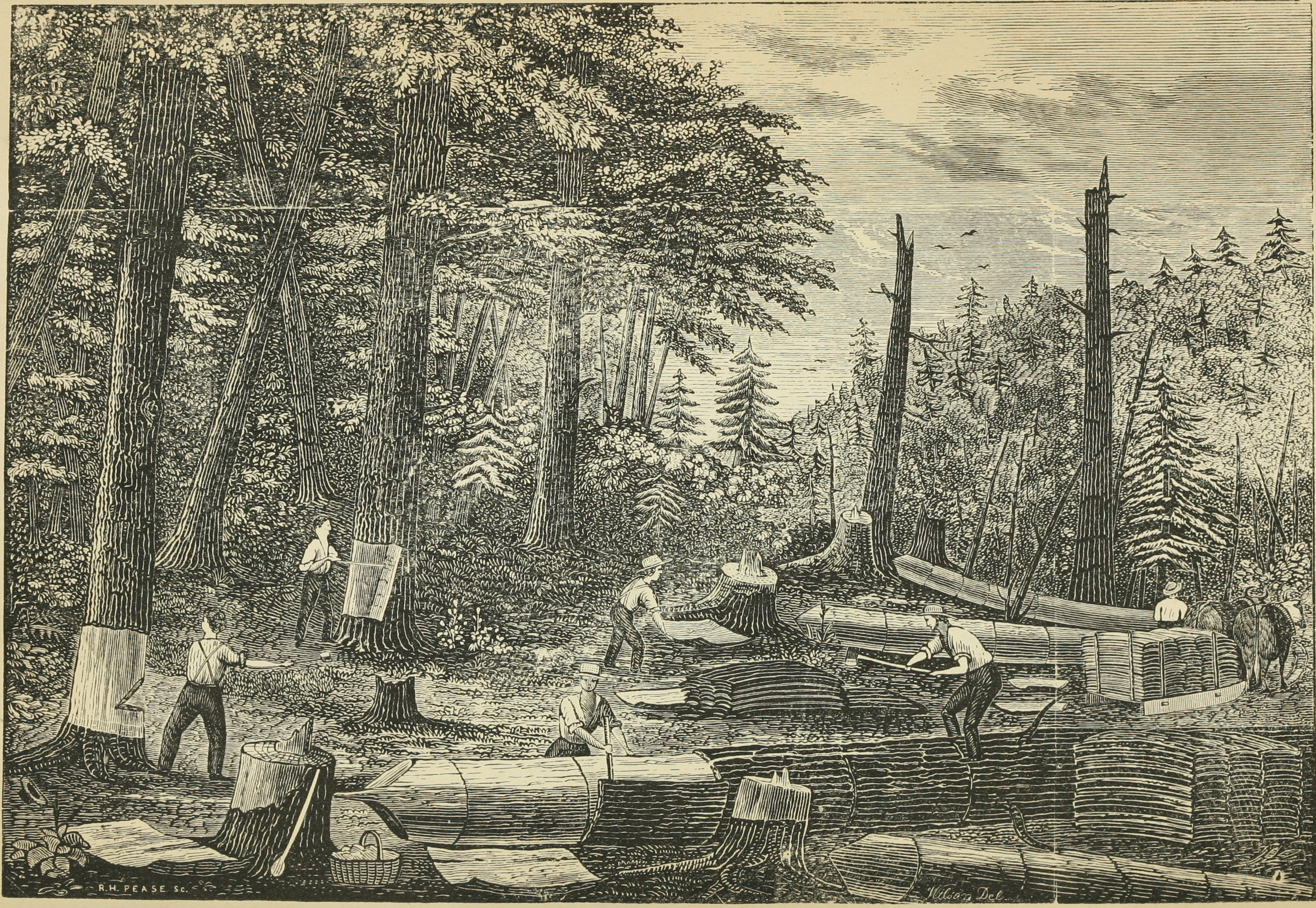
Coupe et écorçage de pruches, dont l'écorce est particulièrement riche en tanins (gravure).
Tannerie de Prattsville, États-Unis, dans les années 1840, quand elle a été la plus grande du monde et en faisait une grande consommation.

Le Tsuga n’est que peu exploité car son bois est de qualité assez médiocre, mais il a été localement très exploité, voire surexploité pour son écorce riche en tanin.

#### Les Arbres du Canada
- Tsuga canadensis
- Tsuga heterophylla